# Гусак (село)
Гусак (словац. Husák) — село в Словаччині в районі Собранці Кошицького краю. Село розташоване на висоті 220 м над рівнем моря. Населення — 162 чол. Вперше згадується в 1567 році. В селі є бібліотека.
1599 року в Гусаку нараховувалося 32 господарства, до 1715 року їх кількість зменшилася — 10. 1720 року в селі лишалося 9 господарств. Станом на 1928 рік в Гусаку нараховувалося 34 будинки та 385 мешканців. До 1960 року частиною Гусака стала осада Мочідла з 10 будинками, що знаходилася за 3 км лісом.

## Географія
Протікає Торошков потік.

## Населення
| Рік:            | 1994. | 2004.    | 2014.   | 2024.   |
| --------------- | ----- | -------- | ------- | ------- |
| Кількість осіб: | 190   | 170      | 162     | 166     |
| Різниця:        |       | -10,52 % | -4,70 % | +2,46 % |

| Рік:            | 2023. | 2024.   |
| --------------- | ----- | ------- |
| Кількість осіб: | 172   | 166     |
| Різниця:        |       | -3,48 % |